# Ratusz w Wejherowie
Ratusz w Wejherowie - wkomponowany w zabudowę pierzei rynku (Plac Jakuba Wejhera). Jest to trzeci budynek ratusza, poprzednie zostały rozebrane. Obecny budynek został wzniesiony w 1908 roku na podstawie projektu Augusta Leo Caara i Ernesta Döhringa. 
Architektura budowli nawiązuje do stylu empire. Od strony sąsiednich posesji bryłę urozmaicają ryzality zakończone naczółkami. Drzwi wejściowe umieszczono w zagłębionym portyku z kolumnami. Nad nim wznosi się kwadratowa wieża z zegarem otoczona balkonikiem.
Trzy razy dziennie, bo o 12, 15 i 18, od 10 lat, z wieży wejherowskiego ratusza rozbrzmiewa „Marsz Kaszubski” Hieronima Derdowskiego.